# Zatrephes flavonotata
Zatrephes flavonotata là một loài bướm đêm thuộc phân họ Arctiinae, họ Erebidae.